# متحف قرية آل عطيفة
متحف قرية آل عطيفة أحد متاحف منطقة عسير في النماص، أسسه عامر فايز علي آل مصبح الشهري، يقع المتحف في قرية آل عطيفة التابعة لمحافظة النماص وهو عبارة عن مبنى قديم وسقفه من الخشب، وقد تم تقسيم المتحف إلى عدة أجنحة: الجناح الأول وبه المدخل الرئيسي، والثاني وهو البهو.
وقد تم عرض المقتنيات داخل تلك الغرف وفي الممرات التي بينها وذلك بأسلوب عرض منسق إلا أن كثرة المقتنيات الأثرية والتراثية في ذلك المتحف أثرت بتزاحمها على أسلوب العرض حيث تم العرض من خلال التعليق على الحائط أو من خلال قوائم خشبية أو من خلال عرضها على رفوف، ويشتمل المتحف على الملابس الرجالية والنسائية ومكائن الخياطة القديمة وكذلك أواني الطهي والطعام والشراب وكذلك أدوات وأواني القهوة وأدوات الإضاءة والمباخر وأدوات الزراعة والري وبعض الأدوات المدرسية والكتب والمخطوطات.